# جاك مكلينتون
جاك مكلينتون (بالإنجليزية: Jack McClinton)‏ مواليد 19 يناير 1985 في بالتيمور، هو لاعب كرة سلة أمريكي. بدأ مسيرته الاحترافية في سنة 2009. تم اختياره من قبل فريق سان أنطونيو سبرز خلال الدرافت. يبلغ طوله 6 قدم 0 بوصة (1.8 م). لعب مع نادي بوديفلنيك لكرة السلة في دوري السوبر الأوكراني لكرة السلة. اعتزل اللعب في 2012.

## روابط خارجية
- جاك مكلينتون على موقع سبورتس رفرنس (الإنجليزية)
- جاك مكلينتون على موقع كرة السلة الأوروبية.كوم (الإنجليزية)
- جاك مكلينتون على موقع كلية كرة السلة في سبورتس رفرنس.كوم (الإنجليزية)
- جاك مكلينتون على موقع ريلجم (الإنجليزية)
- جاك مكلينتون على موقع بروبوليرز (الإنجليزية)
- جاك مكلينتون على موقع سبورتس رفرنس (الإنجليزية)
- جاك مكلينتون على موقع سبورتس رفرنس (الإنجليزية)